# 武龍縣 (涪州)
武龍縣，唐武德二年置，屬涪州涪陵郡，宋宣和元年，改武龍縣為枳縣。紹興元年依舊。元代屬四川等處行中書省重慶路涪州，明洪武十年五月省入彭水縣。十三年十一月復置，曰武隆縣。